# Акбастау (Жуалинський район)
Акбаста́у (каз. Ақбастау) — село у складі Жуалинського району Жамбильської області Казахстану. Входить до складу Карасазького сільського округу.
У радянські часи село називалося Ясна Поляна.
Населення — 740 осіб (2021; 657 у 2009, 625 у 1999, 872 у 1989).